# Brevipalpus jambhiri
Brevipalpus jambhiri är en spindeldjursart som beskrevs av Sadana och Balpreet 1995. Brevipalpus jambhiri ingår i släktet Brevipalpus och familjen Tenuipalpidae. Inga underarter finns listade.